# Protentomobrya walkeri
Protentomobrya, Protentomobryidae
Famille
Genre
Espèce
Protentomobrya walkeri, unique représentant du genre Protentomobrya et de la famille des Protentomobryidae, est une espèce fossile de collemboles.

## Distribution
Cette espèce a été découverte dans de l'ambre au Canada au Manitoba. Elle date du Crétacé supérieur (Campanien).

## Description
Le mâle holotype mesure 0,64 mm.

## Étymologie
Cette espèce est nommée en l'honneur de Thomas Leonard Walker.

## Publication originale
- Folsom, 1937 : Order Collembola. Insects and arachnids from Canadian amber. University of Toronto Studies, Geological Series, vol. 40, p. 14–17 (en).